# Jožef Uršič
Jožef Miroslav Uršič, slovenski kmet, član organizacije TIGR, * 30. januar 1900, Podraga, † (?).

## Življenje in delo
Rodil se je v družini kmeta Franja in kmetice Marije Uršič rojene Žgur. Bil je med tistimi zavednimi Slovenci, ki so se odločno uprli fašističnemu zatiranju primorskih rojakov. V rojstnem kraju je bil med pobudniki ustanovitve prosvetnega društva in igralec. Po fašistični prepovedi delovanja slovenskih šol in društev je v gornji Vipavski dolini delovalo več tajnih pevskih zborov in  orkestrov s harmoniko. Po vaseh je zaživela tudi ilegalna dejavnost proti fašizmu organizirana v tajnih celicah. Skrivaj so delili letake in  časopise, otrokom pa slovensko berilo Prvi koraki ter organizirali tajne slovenske šole. V Uršičevem mlinu se je večkrat skrivala oborožena trojka Tone Černač, Josip Kukec in Danilo Zelen, ki je prihajala iz Jugoslavije, kasneje pa še drugi tigrovci. Uršič je od njih sprejemal razno slovensko literaturo in literaturo italijanskih političnih emigrantskih organizacij v Parizu ter jo delil naprej celicam v vipavski dolini. Med drugimi je sodeloval s celico v kateri so bili študent in pesnik Drago Bajc trgovec Stanko Poniž, gostilničar v Vipavi Miro Princes in uradnik Ivo Može. Člani te celice so se sestajali posamezno ali vsi skupaj z oboroženo trojko v Podragi in drugih krajih. Uršič je v organizaciji TIGR deloval do leta 1937, ko je zaradi nevarnosti pred aretacijo prodal hišo in posestvo ter se z družino izselil v Jugoslavijo. Novo posestvo je kupil v Banja Luki. Po koncu vojne so tam njihovo bivanje ogrožali priseljenci iz raznih vasi, ki so iskali delo in bili brez sredstev. Leto za letom so mu na polju pobirali pridelke. Zato je posestvo prodal in se vrnil na Primorsko. Novo življenje si je uredil v Bertokih.